# Ashot Taronita
Ashot Taronita in greco Ἀσώτιος Ταρωνίτης?, Asōtios Tarōnitēs, in armeno Աշոտ Տարոնիտես?, Ašot Taronites (fl. X secolo) è stato un nobile bizantino. Fu catturato dai Bulgari nel 995, fu liberato nel 996 e sposato con Miroslava, figlia dello zar Samuele di Bulgaria. Nominato governatore di Dyrrhachium da Samuele, fuggì con la moglie a Costantinopoli e fece in modo che Dyrrhachium passasse sotto il dominio bizantino.

## Biografia
Ashot era figlio di Gregorio Taronita. Gregorio era un principe armeno della regione di Taron, nell'Armenia meridionale. Quando suo padre, Ashot III di Taron, morì nel 967/8, Gregorio e suo fratello cedettero Taron all'Impero bizantino in cambio di vaste terre e del titolo di patrikios. Gregorio si recò a Costantinopoli, dove si sposò ed ebbe almeno due figli, Ashot e una figlia di nome Irene.
Nel 991, l'imperatore Basilio II condusse una campagna nei Balcani, contro Samuele di Bulgaria, e nominò Gregorio doux di Tessalonica. Ashot accompagnò il padre a Tessalonica. Qualche tempo dopo la nomina, Ashot fu catturato e Gregorio fu ucciso dai Bulgari in un'imboscata nei pressi di Tessalonica. Un gruppo di predoni si era avvicinato alla città e Gregorio inviò Ashot con l'avanguardia per entrare in contatto con loro e fare una ricognizione. Il troppo impaziente Ashot ingaggiò i Bulgari e li respinse, ma fu attirato in un'imboscata preparata e accerchiato con i suoi uomini. Suo padre, che seguiva il grosso delle forze bizantine, accorse in suo soccorso, ma fu ucciso. La data esatta di questo evento è sconosciuta. La cronologia del racconto di Giovanni Sclitze sembra collocarlo nel 996, mentre le fonti armene lo collocano nel 991. La ricerca moderna ritiene che debba essere avvenuto al più tardi a metà del 995, poiché Giovanni di Chaldia è attestato come doux di Tessalonica più tardi nello stesso anno.
Nel 996, tuttavia, Samuele, dopo la fuga dalla disastrosa battaglia dello Spercheo, liberò Ashot e lo diede in sposa alla figlia Miroslava. Secondo lo storico bizantino Giovanni Sclitze, quest'ultima si era profondamente innamorata del bizantino prigioniero e aveva minacciato di uccidersi se Samuele non avesse permesso il loro matrimonio. Samuele inviò la coppia a Dyrrhachium, dove Ashot divenne governatore. Una volta lì, Ashot stabilì contatti con il governo bizantino, aiutato dal principale magnate della città, Giovanni Criselio, che si offrì di consegnare la città in cambio di titoli per sé e per i suoi figli. Ashot e Miroslava fuggirono a Costantinopoli a bordo di una nave da guerra bizantina; poco dopo, uno squadrone bizantino apparve al largo di Dyrrhachium sotto la guida di Eustazio Dafnomele e la città tornò sotto il dominio bizantino. A Costantinopoli, l'imperatore Basilio nominò Ashot magistros e sua moglie zoste patrikia. Non si sa più nulla di loro. La datazione di questo episodio non è chiara; di solito lo si fa risalire a poco dopo il 997/8, secondo la narrazione di Sclitze. È tuttavia possibile che l'episodio abbia avuto luogo già nel 1018, alla fine della guerra bulgara, poiché la cronologia di Sclitze è spesso inaffidabile; mentre la cronaca italiana di Lupo Protospata fornisce una data completamente diversa per il recupero di Dyrrhachium, 1004/5, e non menziona Ashot.